# Totsuka-no-tsurugi
L’épée Totsuka-no-tsurugi, plus connue sous le nom du sabre Sakegari-no-tachi (十拳剣, lit. « l'épée d'une envergure/portée de dix mains »), Ama-no-Habakiri (天羽々斬, lit. « coupe divine de la plume »), Ame-no-ohabari (天の尾羽張, lit. « plume de la queue divine ») est une épée mythologique qui est mentionnée dans le Kojiki.  Elle fut possédée premièrement par Izanagi qui s’en servit à deux reprises : pour décapiter Kagutsuchi responsable de la mort de sa compagne Izanami, et lors de la fuite du Yomi. Puis elle est de nouveau mentionnée, cette fois possédée par Susanoo, kami des tempêtes, qui l’utilise pour sceller un pacte avec sa sœur Amaterasu puis, dans une des scènes les plus célèbres de la mythologie japonaise, lors de son combat contre le serpent Yamata-no-orochi.
Selon les noms portés par l'épée Totsuka-no-tsurugi ou sabre Sakegari-no-tachi, cela renvoie à deux types d'armes blanches distincts : le tsurugi, épée japonaise à double tranchant, et le tachi, sabre droit possédant une lame courbe d'environ 70 cm, précurseur du sabre japonais classique. Ce qui rend plutôt difficile d'imaginer la forme exacte qu'aurait pu avoir cette arme.

## Histoire
L'épée Totsuka apparaît dans le Kojiki (texte fondateur du shintoïsme) qui relate la création mythologique du Japon, elle est détenue par le kami Izanagi (イザナギ, lit. « celui/l'homme qui invite ») époux d'Izanami (イザナミ, lit. « celle/la femme qui invite ») et père de nombreux kamis, notamment de Tsukuyomi, kami de la lune, d'Amaterasu, kami du soleil et de Susanoo, kami des tempêtes qui se retrouvera ensuite en possession de l'épée.
Son nom est mentionné à quatre reprises dans le Kojiki.
- À deux reprises en la possession d'Izanagi :
  - lors de la naissance de Kagutsuchi ;
  - lors de la fuite d'Izanagi du Yomi (黄泉?), le pays de la nuit et de la mort.
- À deux reprises en la possession de Susanoo :
  - lors du serment de paix entre Susanoo et Amaterasu (où cette dernière brise Totsuka en trois morceaux) ;
  - lors du combat entre Susanoo et le serpent octocéphale[1] Yamata-no-orochi.

## La légende
Chargé par les Amatsukami de donner forme au monde, Izanagi et Izanami créèrent d'abord l'île d'Onogoro qui se forma à partir du sel qui goutta de Ame no nuhoko (天沼矛, « la lance céleste »), ornée de pierres précieuses que leur ont offert les Amatsukami après l'avoir plongée dans l'océan.
Bien que cette île venait d'apparaître, elle portait en son sein Yahirodono (八尋殿, « la salle aux huit marches »), dans laquelle Izanami demanda la main de son compagnon. De cette union naquirent deux entités mal formées : Hiruko, l'enfant aquatique et Awashima (淡島, « l'île d'écume »). Après avoir demandé conseil aux Amatsukami, ils surent que la malformation de leur progéniture tenait au fait que ce fut la femme, Izanami, qui, la première, demanda leur union. Ils annulèrent cette union et c'est Izanagi qui initia la demande en mariage.
De cette nouvelle union naquirent les ohoyashima (大八洲), les huit grandes îles de l'archipel nippon Awazi, Iyo (plus tard appelée Shikoku), Ogi, Tukusi (appelée ensuite Kyūshū), Iki, Tusima, Sado et Yamato (plus tard appelée Honshū)
Hokkaidō, Chishima et Okinawa ne faisaient pas partie du Japon ancestral.
Ils engendrèrent ensuite de très nombreuses autres îles et divinités. Parmi ces divinités, la plupart sont des symboles de la nature ou de la culture japonaise.
Mais, lors de la naissance de Kagutsuchi (軻遇突智) aussi appelé Homusubi (火産霊), l'incarnation du feu, il y eut des complications et Izanami fut brûlée par ce dernier lors de l’accouchement. Kagutsuchi fut décapité par son père aveuglé par la colère à l'aide de son épée Totsuka-no-tsurugi. De cet infanticide jaillirent une douzaine d'autres divinités correspondant à chaque goutte de sang qui avait touché le sol.
Izanagi pleura la perte de son épouse et entreprit un périple au Yomi (黄泉, Yomi ?), le pays de la nuit et de la mort, pour la ramener. Cependant, Izanami avait déjà goûté à la nourriture des enfers et ne pouvait s'en retourner parmi les vivants sans l'accord des divinités infernales. Dans l'obscurité totale, Izanagi impatient de revoir son épouse, mit le feu à une dent de son peigne pour enfin l'apercevoir. Il la découvrit décatie et décomposée ; horrifié, il la répudia et s'enfuit. Elle le maudit et se transforma alors en yōkai. Elle le poursuivit avec des démons du Yomi. Afin de décourager ses poursuivants, Izanagi brandit Totsuka, ce qui n'eut aucun effet, mais il parvint quand même à s'échapper. Izanami promit alors de tuer chaque jour un millier des créations de son mari, ce à quoi il rétorqua qu'en conséquence il donnerait naissance à mille cinq cents création par jour. Ainsi fut instauré le cycle de la vie et de la mort.
Après son retour du Yomi, Izanagi fit une halte à Tsukushi pour faire une série d'ablutions dans la rivière des Orangers et purifier son corps de son contact avec la mort. Ces ablutions donnèrent naissance à une douzaine d'autres divinités :
- de son œil gauche naquit Amaterasu, la déesse du soleil ;
- de son œil droit naquit Tsukuyomi, le dieu de la lune ;
- de son nez naquit Susanoo, le dieu de l'orage.

Susanoo, la divinité japonaise de l'orage et de la tempête était violent et grossier. Il détruisait tout sur son passage, ne laissant que ruines et désolation. Quand il fut rejeté par son père, il vint au Takamanohara pour faire ses adieux à sa sœur Amaterasu, la divinité japonaise du soleil. Mais Amaterasu craignait qu'il vienne pour des motifs plus belliqueux. Elle lui demanda alors de prouver la bonne foi de ses propos par un concours : le premier des deux qui engendrerait une divinité masculine gagnerait. Amaterasu brisa l'épée Totsuka de son frère en trois morceaux qu'elle mâcha et transforma en trois élégantes déesses. Susanoo mâcha les perles de fécondité des chaînes ornementales de sa sœur (le magatama) et engendra cinq divinités masculines. Puis ils se réclamèrent mutuellement leurs créations, arguant qu'elles étaient issues d'un objet leur appartenant. Susanoo se proclama vainqueur.
À la suite d'une dispute avec sa sœur Amaterasu, Susanoo fut banni du royaume des kamis (la Voie lactée) et vint à Izumo. Il y trouva un vieil homme et sa femme pleurant le sort de leur fille nommée Kushinada. Susanoo leur en demanda la raison. Le vieil homme expliqua qu'ils avaient à une époque huit filles, mais qu'un dragon octocéphale à huit queues nommé Yamata-no-orochi (八岐大蛇/八俣遠呂智/八俣遠呂知), avait mangé leurs sept premières filles et réclamait à présent que l'on lui donnât la huitième en pâture.
Susanoo tomba amoureux de la jeune fille et promit à ses parents de la sauver en échange de sa main. Il transforma alors la jeune fille en un peigne qu'il cacha dans ses cheveux et construisit autour de la maison une muraille percée de huit ouvertures. Il ordonna que l'on place dans chaque ouverture une table avec sur chacune d'elles un grand vase rempli de saké distillé huit fois.
Attiré par l'odeur du saké, le dragon but tant et tant qu'il sombra dans le sommeil. Susanoo en profita alors pour anéantir l'ignoble bête. En découpant le monstre, son sabre Totsuka buta sur une épée miraculeuse cachée dans l'une des queues du dragon. Pour se racheter auprès de sa sœur Amaterasu, Susanoo lui offrit par la suite cette épée, Kusanagi-no-tsurugi (草薙剣).

## Extrait duKojikitraduit
« […] Leur premier rejeton fut Owatatsumi, le seigneur des océans. Puis Izanami mit au monde Kamihaya Akitsu Hiko qui contrôle les terres et Haya Akitsu Hime qui contrôle la surface des mers. Une multitude de kamis apparurent.
Izanami mit alors au monde le kami du feu (Kagutsuchi no kami). Mais l'accouchement se passe mal et Izanami meurt atrocement brûlée par sa progéniture. Juste avant de rendre l'âme, de sa bouche surgirent Kanayama biko et Kanayama hime (dieu et déesse du métal) ainsi que Haniyasu hiko et Haniyasu hime (dieu et déesse de la terre).
Le Royaume des ombres devint sa nouvelle demeure. À cause de cela, la mort et ses conséquences (la décomposition et le deuil) firent leur apparition. Son époux, fou de rage, décapita le kami du feu (Kagutsuchi) avec Totsuka-no-tsurugi (son épée) : le sang qui s'échappa de la blessure béante donna naissance à autant de nouveaux kamis que de gouttelettes tombant au sol. […] »

## Dans la fiction
Dans le manga Naruto, Totsuka est l'épée détenue par l'invocation d’Itachi Uchiwa, Susanô ; elle est vue comme la seule épée qui puisse contrer l’épée Kusanagi d'Orochimaru. Dans l'affrontement entre Itachi et Sasuke, lorsque ce dernier est à court de chakra et qu'Orochimaru refait surface dans le cœur de celui-ci, il y a là une allégorie au combat entre Susanoo et Yamata-no-Orochi.
Dans le manga One Piece, Ame no Habakiri est le nom du katana légué à son fils Momonosuke par le daimyō de Kuri, Kozuki Oden avant son exécution par Kaidō et le shogun Orochi, qui possède les pouvoirs du Yamata no Orochi.